# The Jins
The Jins (рус. Джинс) — канадская альтернативная рок-группа из Ванкувера, основанная в 2014 году. Коллектив получил известность благодаря своему необычному сочетанию гранжа и поп-рока, а также вирусной популярности в TikTok.

## История
Группа была сформирована на вечеринке на Хэллоуин в 2014 году. В её состав вошли вокалист и гитарист Бен Ларсен, басист Хадсон Партридж и ударник Джейми Уорнок. Их одноимённый дебютный альбом, The Jins, был выпущен 24 февраля 2017 года. Альбом получил положительные отзывы за энергичное звучание и показал уникальное сочетание гранжа, инди и альтернативного рока. Этот релиз стал важным шагом в формировании их музыкального стиля.
В 2019 году The Jins выпустили мини-альбом Death Wish, песня из которого, «She Said», стала вирусной в TikTok, привлекая внимание миллионов слушателей.

### It’s a Life
В 2023 году The Jins анонсировали альбом It's a Life, который вышел 30 июня 2023 года на лейбле 604 Records. Этот альбом был записан ещё в 2019 году, но его релиз задержался из-за пандемии COVID-19. It’s a Life посвящён темам взросления, утрат и личностного роста.

## Стиль и влияние
Музыкальный стиль The Jins описывается как смесь гранжа 1990-х с элементами инди и альтернативного рока. Группа вдохновлена такими исполнителями, как Nirvana и Pixies. Фронтмен группы Бен Ларсен привлёк дополнительное внимание благодаря своей внешности, схожей с Куртом Кобейном, что вызвало интерес среди фанатов гранж-сцены и дополнительно укрепило популярность группы.

## Дискография
- The Jins (2017)
- It's a Life (2023)